# Millery (Ródano)
Millery es una comuna francesa situada en el departamento del Ródano, de la región de Auvernia-Ródano-Alpes.

## Demografía
| 1 511 | 1 542 | 1 792 | 2 163 | 2 502 | 3 006 | 3 415 | 3 447 | 3 548 | 4 341 |
| Para los censos de 1962 a 1999 la población legal corresponde a la población sin duplicidades (Fuente: INSEE [Consultar]) |       |       |       |       |       |       |       |       |       |